# سباعي الثغور الأعماق
سباعي الثغور الأعماق (الاسم العلمي: Eptatretus profundus) هو نوع من اللافكيات يتبع جنس سباعي الثغور من فصيلة الأسماك المخاطية.